# Stuart Pankin
Stuart Pankin (Filadelfia, Pensilvania; 8 de abril de 1946) es un actor estadounidense de cine y televisión. Es conocido por interpretar al presentador de noticias Bob Charles en la serie de HBO Not Necessarily the News, y por hacer la voz de Earl Sinclair en la sitcom Dinosaurios.
Pankin fue miembro de la serie Nick Freno: Licensed Teacher, donde interpretó a Kurt Fust, participando en 22 episodios entre 1996 y 1997. También apareció en películas como Mi querido enemigo, Public Interest y Scavenger Hunt. Ha aparecido en series como The San Pedro Beach Bums, No Soap, Radio y Hooperman. También ha participado en series de Disney como: Shake It Up y Zack y Cody: Gemelos a bordo.

## Filmografía
- Scavenger Hunt (1979) - Duane
- The Hollywood Knights (1980)
- Hangar 18 (1980) - Sam
- Earthbound (1981) - Sweeney
- An Eye for an Eye (1981) - Nicky LaBelle
- Irreconciliable Differences (1984) - Ronnie
- The Dirt Bike Kid (1985)
- Fatal Attraction (1987) - Jimmy
- Love at Stake (1988)
- Second Sight (1989) - Preston Pickett
- Arachnophobia (1990) - Sheriff Lloyd Parsons
- Mannequin Two: On the Move (1991)
- ¡Qué asco de vida! (Life Stinks) (1991) - Pritchard
- The Silence of the Hams (1994) - Pete Putrid
- Father and Scout (1994)
- Squanto: A Warrior's Tale (1994) - Hermano Timothy
- Beanstalk (1994) - El gigante
- Congo (1995)
- Big Bully (1996)
- Striptease (1996) - Alan Mordecai
- Honey, We Shrunk Ourselves (1997) - Gordon Szalinski
- Babylon 5: El Río de las Almas (1998)  - James Riley
- Like Father Like Santa (1998)  - Snipes
- Zenon: Girl of the 21st Century (1999) - Comandante Edward Plank
- Encounter in the Third Dimension (1999) - El profesor/M.A.X.
- Zenon: The Zequel (2001) - Comandante Edward Plank
- Misadventures in 3D (2003) - El profesor/M.A.X.
- Miss Cast Away (2004) - Noah
- Zenon: Z3 (2004) - Comandante Edward Plank
- An Accidental Christmas (2007) - Saul
- Public Interest (2008) - Charles Waterford
- Hopelessly In June (2011) - Francaise Flowers
- The Artist (2011)

## Series
- The San Pedro Beach Bums (1977-1978) - Stuf
- B.J. and the Bear (1979, 1980)
- Barney Miller (1978, 1980)
- House Calls (1981)
- CHiPs (1981)
- No Soap, Radio
- Trapper John, M.D. (1982, 1983, 1985)
- Fame (1985)
- Three's a Crowd (1985)
- Not Necessarily the News (1983-1985) - Bob Charles
- The Golden Girls (1986)
- Mickey Spillane's Mike Hammer (1984, 1987)
- Family Ties (1987)
- Hooperman (1988, 1989)
- Nearly Departed (1989)
- Who's the Boss? (1989)
- Falcon Crest (1989)
- It's Garry Shandling's Show (1989, 1990)
- Night Court (1985, 1987, 1991)
- Knots Landing (1991)  - Benny Appleman
- Dinosaurs (1991-1992) as Earl Sinclair (voz)
- Animaniacs (1993) (voz)
- The Commish (1993)
- Family Matters (1993)
- Batman: La serie animada (1994) (voz)
- Sisters (1995)
- Nick Freno: Licensed Teacher (1996-1997) - Kurt Fust
- Bone Chillers (1996)
- Deadly Games (1996)
- Duckman (1996) (voz)
- Ally McBeal (1998)
- For Your Love (1998-2000) - Mark
- Suddenly Susan (1999)
- Batman Beyond (1999) (voz)
- Mad About You (1999)
- Action (1999)
- Walker, Texas Ranger (1999)
- Dharma y Greg (1998-2000) - Mr. Gottlieb / Rabbi Mutchnik
- Malcolm in the Middle (2001)
- Dharma & Greg (1998, 2001)
- The Zeta Project (2001)
- The Hughleys (2001)
- As Told by Ginger (2002)
- That's So Raven (2003)
- Curb Your Enthusiasm (2005) - Ben Heineman
- Boston Legal (2006)
- On the Lot (2007)
- State of Mind (2007)
- Zack y Cody: Gemelos a Bordo (2008) - as Simms
- Shake It Up (2011) - Santa Claus
- Mujeres desesperadas (2012) - Patrick McCormack